# Periferia occidental búlgara

La región de Tsaribrod dentro de las fronteras búlgaras anteriores a 1919

La región de Bosilegrad dentro de las fronteras búlgaras anteriores a 1919

La periferia occidental búlgara o simplemente periferia occidental (en búlgaro: Западни (български) покрайнини, romanizado: Zapadni (balgarski) pokraynini) es un término usado por los búlgaros para referirse coloquialmente a algunas regiones ubicadas en el sureste de Serbia, en las que es frecuente el uso del idioma búlgaro.
Estos territorios fueron cedidos por el reino de Bulgaria al reino de los Serbios, Croatas y Eslovenos en 1920 como resultado del tratado de Neuilly-sur-Seine, luego de finalizar la Primera Guerra Mundial. De acuerdo con el censo serbio de 2011, los municipios de Bosilegrad y Dimitrovgrad siguen estando principalmente habitados por búlgaros étnicos.

## Período de entreguerras

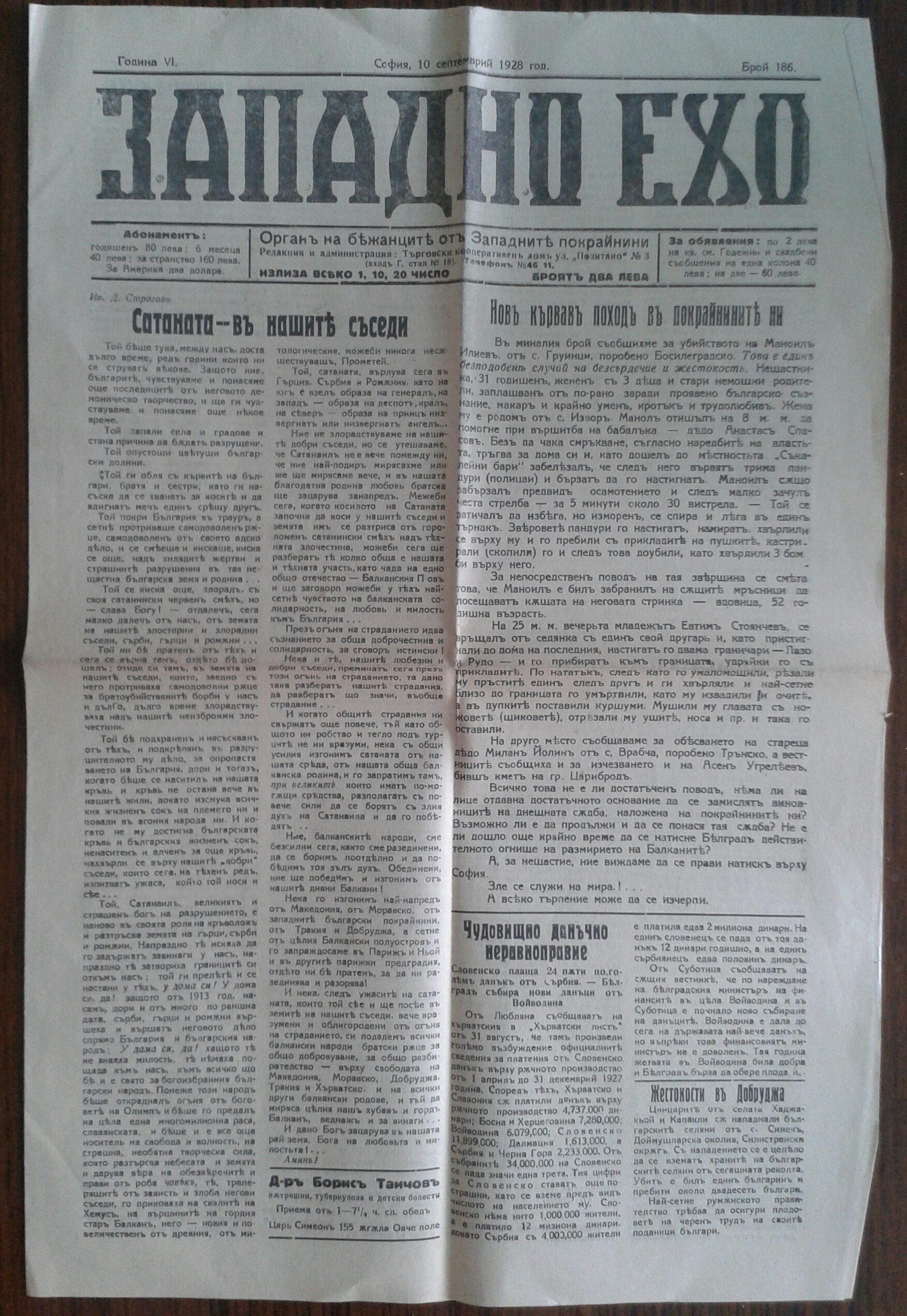
Portada del Zapadno eho ("Eco Occidental"), periódico de los refugiados procedentes de estos territorios

En el reino de los Serbios, Croatas y Eslovenos y el posterior reino de Yugoslavia, existió durante el período de entreguerras la "Organización Revolucionaria Interna de la Periferia Occidental" (en búlgaro: Вътрешна западнопокрайска революционна организация, romanizado: Vatreshna zapadnopokrayska revolyutsionna organizatsiya), ВЗРО/VZRO, formada por búlgaros que pretendían anular la cesión de estos territorios y reintegrarlos en el reino de Bulgaria. Se fundó en 1921, tan solo un año después de la cesión. En sus primeros meses se dedicaron a hacer propaganda y distribuir literatura búlgara, pero a partir de 1922 comenzaron a cometer numerosos actos violentos, como asaltos al ferrocarril de Tsaribrod a Belgrado y otras infraestructuras. Su actividad concluyó en 1941, cuando el Ejército búlgaro ocupó la zona durante la Segunda Guerra Mundial. Su objetivo fue siempre el retorno de estos territorios a Bulgaria y, a diferencia de otras organizaciones de los antiguos territorios búlgaros, nunca propusieron una autonomía dentro de Serbia.

## Después de la Segunda Guerra Mundial
Tras la Segunda Guerra Mundial, los territorios pasaron a formar parte de la República Socialista de Serbia. El uso del término "periferia occidental" ha sido siempre molesto para el gobierno serbio, pues puede implicar reclamaciones territoriales. Debido a ello, desde 1948 nunca ha sido usado por el gobierno de Belgrado en sus contactos con el gobierno búlgaro. Tan solo se mencionó en el Acuerdo de Bled de 1947 entre Josip Broz Tito y Georgi Dimitrov, en el marco de las negociaciones fallidas para crear la Federación de Repúblicas Balcánicas, donde se llegó a proponer el retorno de los territorios a Bulgaria dentro de la propuesta de federación. La idea fue abandonada en el Período Informbiro con la ruptura Tito-Stalin. Desde entonces el término ha tenido siempre un uso informal, aunque sigue siendo de amplio uso entre los búlgaros.